# Улашанівська сільська територіальна громада
Улашанівська сільська територіальна громада — територіальна громада в Україні у Шепетівському районі Хмельницької області. Адміністративний центр — село Улашанівка.
Площа громади — 378,62 км², населення — 8348 мешканців (2019).
Утворена 27 вересня 2018 року шляхом об'єднання Бачманівської, Волицької, Жуківської, Іванівської, Марачівської, Миньковецької, Ногачівської, Улашанівської та Цвітоської сільських рад Славутського району.
12 вересня 2019 року внаслідок добровільного приєднання до громади приєдналася Хоровецька сільська рада.

## Населені пункти
До складу громади входять 21 село: Бачманівка, Вачів, Волиця, Губельці, Гута, Дятилівка, Жуків, Іванівка, Кам'янка, Марачівка, Миньківці, Ногачівка, Пашуки, Перемишель, Пузирки, Романіни, Ташки, Улашанівка, Хоровець, Цвітоха та Шевченко.